# Fredrik Håkansson
Pour les articles homonymes, voir Håkansson.
Fredrik Håkansson, né le 2 août 1975, est un pongiste international suédois.
Il a remporté le titre par équipes lors des Championnats du monde de tennis de table par équipes 2000, et une médaille de bronze lors des Championnats du monde de tennis de table 2001. Il a également participé aux Jeux olympiques de 2000.
Il a aussi remporté à deux reprises le titre de champion d'Europe par équipes.